# Copa de Alemania 1964
La Copa de Alemania 1964 fue la 21.ª edición de la copa de fútbol anual de Alemania Federal que se jugó del 7 de abril al 13 de junio de 1964 y que contó con la participación de 32 equipos.
El TSV 1860 Múnich venció en la final al Eintracht Frankfurt en el Neckarstadion para ganar la copa nacional por segunda ocasión.

## Primera Ronda
| 7-4-1964                |       |                          |       |
| Hamburger SV            | 1 – 1 | SpVgg Fürth              | (AET) |
| Meidericher SV          | 1 – 2 | Hertha BSC               | (AET) |
| VfL Wolfsburg           | 0 – 2 | Eintracht Frankfurt      |       |
| VfR Wormatia Worms      | 2 – 3 | KSV Hessen Kassel        |       |
| Stuttgarter Kickers     | 0 – 3 | Phönix Ludwigshafen      |       |
| SV Werder Bremen        | 0 – 2 | FC Schalke 04            |       |
| 1. FC Köln              | 3 – 2 | 1. FC Nürnberg           | (AET) |
| Eintracht Trier         | 1 – 1 | Hannover 96              | (AET) |
| Altonaer FC 93          | 2 – 1 | Borussia Mönchengladbach |       |
| Eintracht Gelsenkirchen | 0 – 2 | Duisburger SV            |       |
| Preußen Münster         | 1 – 3 | Karlsruher SC            |       |
| 1. FC Saarbrücken       | 6 – 1 | Tennis Borussia Berlin   |       |
| Eintracht Braunschweig  | 3 – 0 | VfL Osnabrück            |       |
| TSV 1860 München        | 2 – 0 | Borussia Dortmund        |       |
| 1. FC Kaiserslautern    | 2 – 0 | Wuppertaler SV Borussia  |       |
| VfB Stuttgart           | 2 – 2 | SSV Reutlingen           | (AET) |

### Replays
| 15-4-1964      |       |                 |       |
| SpVgg Fürth    | 2 – 1 | Hamburger SV    | (AET) |
| Hannover 96    | 4 – 0 | Eintracht Trier |       |
| SSV Reutlingen | 0 – 4 | VfB Stuttgart   |       |

## Segunda Ronda
| 22-4-1964           |       |                        |       |
| Eintracht Frankfurt | 6 – 1 | KSV Hessen Kassel      |       |
| Phönix Ludwigshafen | 1 – 2 | FC Schalke 04          |       |
| Hertha BSC          | 4 – 3 | SpVgg Fürth            |       |
| 1. FC Köln          | 3 – 0 | Hannover 96            | (AET) |
| Altonaer FC 93      | 2 – 1 | Duisburger SV          |       |
| 1. FC Saarbrücken   | 2 – 1 | Eintracht Braunschweig | (AET) |
| TSV 1860 München    | 4 – 2 | 1. FC Kaiserslautern   |       |
| 2-5-1964            |       |                        |       |
| Karlsruher SC       | 2 – 1 | VfB Stuttgart          |       |

## Cuartos de final
| 20-5-1964           |       |                  |
| Eintracht Frankfurt | 2 – 1 | FC Schalke 04    |
| Hertha BSC          | 4 – 2 | 1. FC Köln       |
| Altonaer FC 93      | 2 – 1 | Karlsruher SC    |
| 1. FC Saarbrücken   | 1 – 3 | TSV 1860 München |

## Semifinales
| 3 de junio de 1964 | Eintracht Frankfurt                     | 3–1     | Hertha BSC          | Waldstadion, Frankfurt                            |                                                   |
|                    | Trimhold 44' · Stinka 56' · Schämer 77' | Reporte | Rehhagel 73' (pen.) | Asistencia: 30 000 espectadores Árbitro(s): Fritz | Asistencia: 30 000 espectadores Árbitro(s): Fritz |

| 3 de junio de 1964 | Altonaer FC 93 | 1–4 (t. s.) | TSV 1860 München                                           | Adolf-Jäger-Kampfbahn, Hamburg                    |                                                   |
|                    | Kautz 72'      | Reporte     | Kraus 85' · Luttrop 94' · Brunnenmeier 100' · Küppers 109' | Asistencia: 15 000 espectadores Árbitro(s): Malka | Asistencia: 15 000 espectadores Árbitro(s): Malka |

### Final
| 13 de junio de 1964 | Eintracht Frankfurt | 0–2     | 1860 Munich                    | Neckarstadion, Stuttgart                          |                                                   |
|                     |                     | Reporte | Kohlars 43' · Brunnenmeier 63' | Asistencia: 45 000 espectadores Árbitro(s): Malka | Asistencia: 45 000 espectadores Árbitro(s): Malka |

| Eintracht Frankfurt | 1860 Munich |

| ARQ          |  | Egon Loy        |
| DEF          |  | Friedel Lutz    |
| DEF          |  | Hermann Höfer   |
| MED          |  | Dieter Lindner  |
| MED          |  | Ludwig Landerer |
| MED          |  | Dieter Stinka   |
| DEL          |  | Helmut Kraus    |
| DEL          |  | Horst Trimhold  |
| DEL          |  | Erwin Stein     |
| DEL          |  | Wilhelm Huberts |
| DEL          |  | Lothar Schämer  |
| Entrenador:  |  |                 |
| Ivica Horvat |  |                 |

| ARQ         |  | Petar Radenković    |
| DEF         |  | Manfred Wagner      |
| DEF         |  | Rudolf Steiner      |
| MED         |  | Rudolf Zeiser       |
| MED         |  | Alfons Stemmer      |
| MED         |  | Otto Luttrop        |
| DEL         |  | Engelbert Kraus     |
| DEL         |  | Wilfried Kohlars    |
| DEL         |  | Rudolf Brunnenmeier |
| DEL         |  | Hans Küppers        |
| DEL         |  | Alfred Heiß         |
| Entrenador: |  |                     |
| Max Merkel  |  |                     |